# ۷۶ (عدد)
۷۶ (هفتاد و شش) یک عدد طبیعی است که بعد از ۷۵ و قبل از ۷۷ قرار دارد.